# نفق وجهي
النفق الوجهي يسمى أيضا بنفق فالوب وذلك نسبة إلى مكتشفها الأول وهو غابرييل فالوب. هو ممر للعصب الوجهي( العصب الدماغي 7). يأخذ شكل حرف Z ويمر خلال عظم الصدغ من الصماغ السمعي الداخلي إلى الثقبة الإبرية الخشائية. يبلغ طوله في الإنسان 3 سنتيميتر تقريبا، مما يجعلها أطول قناة عظمية بشرية للعصب. تقع قناة الوجه في منطقة الأذن الوسطى، وعلى حسب شكلها(Z) فإنها تقسم إلى 3 أجزاء رئيسية: الجزء المتاهي، الجزء الطبلي، والجزء الخشائي.

## أهمية النفق الوجهي
ترجع أهمية النفق الوجهي إلى موقع النفق الوجهي العظمي حيث يمر خلاله العصب الوجهي(العصب الدماغي 7)؛ يمر النفق الوجهي خلال الجدار الوسطي للجوف الطبلي فوق النافذة البيضوية، وخلفها تنحني القناة الوجهية تقريبا عموديا إلى الأسفل على طول الجدار الخلفي.

## مسار النفق الوجهي
يبدأ النفق الوجهي عند الصماغ السمعي الداخلي (الجزء الأفقي للقناه الوجهية) حيث يمر أولا للأمام (الساق الأنسية للقناه الوجهية) ثم ينعطف للخلف عند ركيبة النفق الوجهي لتمر بالجهة الأنسية للجوف الطبلي (الساق الوحشية للقناه الوجهية)؛ أخيرا تنعطف القناة الوجهية نزولا إلى الأسفل (الجزء التنازلي للقناة الوجهية) لتصل إلى الثقبة الإبرية الخشائية.